# Dressez ma fille

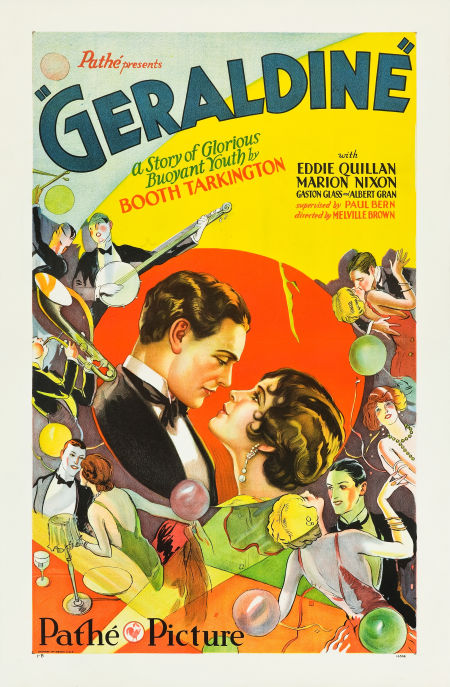
Affiche du film.

Dressez ma fille (Geraldine) est un film américain réalisé par Melville W. Brown, sorti en 1929.

## Synopsis
Eddie Able est engagé par l'homme d'affaires Wygate pour transformer sa fille Geraldine en une vraie jeune femme. Elle est amoureuse de Bellsworthy Cameron, un jeune avocat élégant qui ne lui rend pas son affection. Eddie tombe amoureux d'elle. Ce n'est que lorsqu'Eddie la sauve d'une arrestation lors d'une descente dans un cabaret, qu'elle réalise qu'il est l'homme de sa vie.

## Fiche technique
- Réalisation : Melville W. Brown
- Scénario : Carey Wilson d'après un roman de Booth Tarkington[2]
- Producteur : Paul Bern
- Photographie : David Abel
- Montage : Barbara Hunter
- Production : Pathé Exchange
- Genre : Comédie romantique[1]
- Pays de production :  États-Unis
- Durée : 80 minutes
- Date de sortie : 20 janvier 1929

## Distribution
- Marian Nixon : Geraldine
- Eddie Quillan : Eddie Able
- Albert Gran : Mr. Wygate
- Gaston Glass : Bell Cameron

## Statut du film
Des copies du film sont conservées au Centre national du cinéma et de l'image animée du Fort de Bois-d'Arcy et au Danish Film Institute.